# Zofia Ścisłowska
Zofia Ścisłowska (ur. 1 stycznia 1812 na Litwie, zm. 4 marca 1873 w Sokołowie Podlaskim) − polska pisarka, publicystka, wydawca i kompozytorka. Uznawana za pierwszą lubelską literatkę.

## Życiorys
Była córką Jana Wrońskiego, generalnego plenipotenta dóbr książąt Czartoryskich na Litwie. Początkowo nauki pobierała w domu, następnie uczyła się gry na fortepianie w Konserwatorium Muzycznym w Warszawie. Skomponowała dwa polonezy, które ukazały się w 1831 nakładem warszawskiej oficyny muzycznej. 
W 1835 wyszła za mąż za Ignacego Ścisłowskiego, urzędnika skarbowego w Komisji Wojewódzkiej w Lublinie. Po ślubie przeprowadziła się do Lublina. Zamieszkała wraz z mężem przy klasztorze Bernardynów. Udzielała lekcji gry na fortepianie i zajmowała się pisarstwem. Około 1845 wydała drukiem kolejne kompozycje. W latach 1848 i 1849 gościła u siebie przejeżdżającą przez Lublin powieściopisarkę Paulinę Wilkońską. 
W 1854 przeniosła się do Siedlec (swoją podróż przez Lubartów, Kock i Łuków opisała i wydała drukiem w 1857), a następnie do Sokołowa Podlaskiego. Miała sześcioro dzieci. Zmarła 4 marca 1873 w Sokołowie Podlaskim. Została pochowana na tamtejszym cmentarzu.

## Twórczość literacka
Była autorką powieści, opowiadań i powiastek historycznych, pisanych głównie dla dzieci i młodzieży. Swoje prace podpisywała kryptonimem Z..., Ś... lub Z..., S...a. W utworach kładła duży nacisk na treści dydaktyczne i moralizatorskie. Swoją pierwszą książkę Cztery powieści obyczajowe, napisane oryginalnie, poświęcone chwilowej rozrywce opublikowała w 1842 w Warszawie. 
W latach 1845 i 1846 redagowała pierwsze lubelskie pismo literackie Fiołek. Noworocznik lubelski literaturze i poezji poświęcony. Był to jeden z pierwszych w kraju almanachów literackich. Zawierał m.in. wiersze autorów polskich i zagranicznych (np. sonety lubelskiego poety Edmunda Znatowicza), opowiadania historyczne oraz szkice krajoznawcze. Z uwagi na krytyczne recenzje dotyczące nierównego poziomu artystycznego zebranych tam utworów, noworocznik przestał się ukazywać. 
Jej teksty ukazywały się również m.in. w „Przyjacielu Dzieci”, „Zorzy”, „Pamiętniku Religijnym”, tygodniku „Czytelnia Niedzielna” (w latach 1859–1861), „Pierwiosnku”, „Tygodniku Illustrowanym”, a także w „Kalendarzu Lubelskim”, z którym współpracowała w latach 1871−1873.

## Wybrane publikacje
- Cztery powieści obyczajowe, napisane oryginalnie, poświęcone chwilowej rozrywce, Warszawa 1842.
- Powieści dla dzieci na tle miejscowych zdarzeń osnute, Lublin 1854[7].
- Obrazki dla dzieci, zdjęte z rzeczywistości, Warszawa 1858.
- Wspomnienia z przejażdżki po kraju, napisane dla młodych czytelników, T. 1 i 2, Warszawa 1857.
- Dobra ciocia, czyli obrazek zdjęty z życia młodzieży, Lublin 1873.
- Jan Kochanowski, dziedzic Czarnolasu. Obrazek historyczny z XVI wieku, Kraków 1884.